# 伦山区盖斯费尔德
伦山区盖斯费尔德（德語：Gersfeld (Rhön)），简称盖斯费尔德（德語：Gersfeld，發音：[ˈɡɛʁsˌfɛlt] ⓘ），是德国黑森州卡塞尔行政区富尔达县的城市，曾是盖斯费尔德县的县治，面积89.34平方千米，2023年12月31日人口为5,521人。